# Hemigrafis
Hemigrafis (lat. Hemigraphis), rod vazdazelenih poleglih trajnica iz porodice primogovki smješten u podtribus Strobilanthinae, dio tribusa Ruellieae, potporodica Acanthoideae. Postoji 20 vrsta u tropskoj Aziji. Opisan je u Prodromus Systematis Naturalis Regni Vegetabilis 11: 722–723. 1847. . 

## Etimologija
Latinsko ime roda dolazi od grčkih riječi hemi što znači polovica i graphis što znači četka (za jednu polovicu četke) što se odnosi na gustu dlaku koja pokriva filamente vanjskih prašnika.

## Vrste
1. Hemigraphis angustifolia Hallier f.
2. Hemigraphis bicolor (Blume) Boerl.
3. Hemigraphis borneensis Hallier f. ex Koord.
4. Hemigraphis dorensis S.Moore
5. Hemigraphis flaccida C.B.Clarke
6. Hemigraphis javanica Bremek.
7. Hemigraphis ledermannii Bremek.
8. Hemigraphis lithophila K.Schum. & Lauterb.
9. Hemigraphis modesta Benoist
10. Hemigraphis moluccana Bremek.
11. Hemigraphis parva Bremek.
12. Hemigraphis prostrata Hallier f.
13. Hemigraphis ravaccensis (Nees) Boerl.
14. Hemigraphis rumphii Bremek.
15. Hemigraphis sordida K.Schum.
16. Hemigraphis stenophylla Hallier f.
17. Hemigraphis trichotoma (Nees) Boerl.
18. Hemigraphis turnerifolia Benoist
19. Hemigraphis weinlandii K.Schum.
20. Hemigraphis wetarensis Bremek.